# 達森島
達森島（英語：Dassen Island）是隸屬於南非管轄的一個無人居住之大西洋島嶼。達森島位於伊澤芳登以西約10公里（6英里）和開普敦以北55公里（34英里）處。這座平坦而低窪的島嶼由西北至東南長約3.1公里（1.9英里），寬約1公里（0.6英里），面積為2.73平方公里（1.05平方英里）。達森島是一個自然保護區，是斑嘴環企鵝重要的繁殖地點。